# IC 1294
IC 1294 је група звијезда у сазвјежђу Лира која се налази на листи објеката дубоког неба у Индекс каталогу.
Деклинација објекта је + 40° 12' 33" а ректасцензија 18h 49m 50,5s.